# Okene
Okene este un oraș din statul Kogi, Nigeria, prin care trece autostrada A2.